# Existência de Yang-Mills e intervalo de massa
A comprovação da Existência de Yang-Mills e intervalo de massa é um dos problemas do millenium e continua sem solução. Este problema é um dos requisitos para a prova matemática da teoria quântica de campos de acordo com o modelo padrão de partículas fundamentais.
O problema consiste na prova com todo o rigor matemático característico da física matemática contemporânea. O vencedor também deve provar que a massa da menor partícula fundamental predita pela teoria quântica de campos seja positiva, ou seja, a partícula precisa possuir um intervalo de massa.

## Pano de fundo
Ninguém, até o momento, conseguiu completar o exemplo matemático da teoria quântica de gauge num espaço-tempo de quatro dimensões, nem forneceu uma definição precisa da teoria quântica de gauge em quatro dimensões. Será que isto mudará no século XXI? Esperamos que sim!— Parte da descrição oficial do problema pelo Clay Mathematics Institute por Arthur Jaffe e Edward Witten.
A maioria das teorias quânticas de campo conhecidas e interativas em quatro dimensões são teorias efetivas com uma escala a menos. Desde que a função beta é positiva para a maior parte dos modelos, parece que a maioria destes modelos possuem um polo de Landau. Isto significa que se uma teoria quântica de campos é bem definida em todas as escalas, como ela precisa ser para satisfazer os axiomas da teoria quântica de campos axiomática, ele teria que ser trivial.
A teoria quântica de Yang-Mills com um grupo de gauge não-abeliano e sem quarks é uma exceção, devido ao fato da liberdade assintótica característica desta teoria, o que significa que ela possui um ponto fixo trivial. Assim ela é a mais simples teoria quântica de campos não trivial em quatro dimensões.
Ela já foi comprovada ao menos até o nível do rigor da física teórica, mas não da física matemática, que a teoria quântica de Yang–Mills para um grupo de Lie não-abeliano exibe uma propriedade conhecida por confinamento. Uma consequência desta propriedade é que além de uma determinada escala, conhecida como constante de acoplamento, e como esta teoria é desprovida de quarks, as cargas de cor são conectadas pelas cordas cromodinâmicas.
Na ausência de confinamento, espera-se identificar glúons sem massa, mas já que eles encontram-se confinados, tudo que se identifica são glúons de cor neutra, chamado de glueball. Então se o glueball existir, eles devem possuir massa, e é por isto que se espera haver um intervalo de massa.